# Jaroslava Částková
Jaroslava Částková (6. června 1908 Boskovice – 25. května 1943 Berlín-Plötzensee) byla účastnice českého protinacistického odboje, popravená nacistickým režimem.
Pracovala v Praze jako úřednice státního úřadu. Po německé okupaci Čech, Moravy a Slezska předávala politické a hospodářské zprávy, včetně zpráv o zatčení odbojářů, českému odboji do zahraničí. Zprávy přebíral též britský novinář Ralph Parker, dopisovatel New York Times, který v létě 1939 uprchl z Prahy.
Zatčena byla dne 21. června 1940. Dne 9. prosince 1942 byla (spolu s Jaroslavem Kladivou a Vasilem Škrachem) odsouzena k trestu smrti za „přípravu velezrady a vlastizrádné napomáhání nepříteli“. Dne 25. května 1943 byla v Berlíně, Plötzensee popravena gilotinou.